# Schnurball
Schnurball, auch „Ball-über-die-Schnur“ oder Bandball genannt, ist ein Parteienspiel. Das beliebte Bewegungsspiel  wird heute in vielfältigen Varianten im Sportunterricht der Schulen, auf Wiesenflächen, am Strand und sogar in Wohnstuben gespielt.

## Spielgedanke

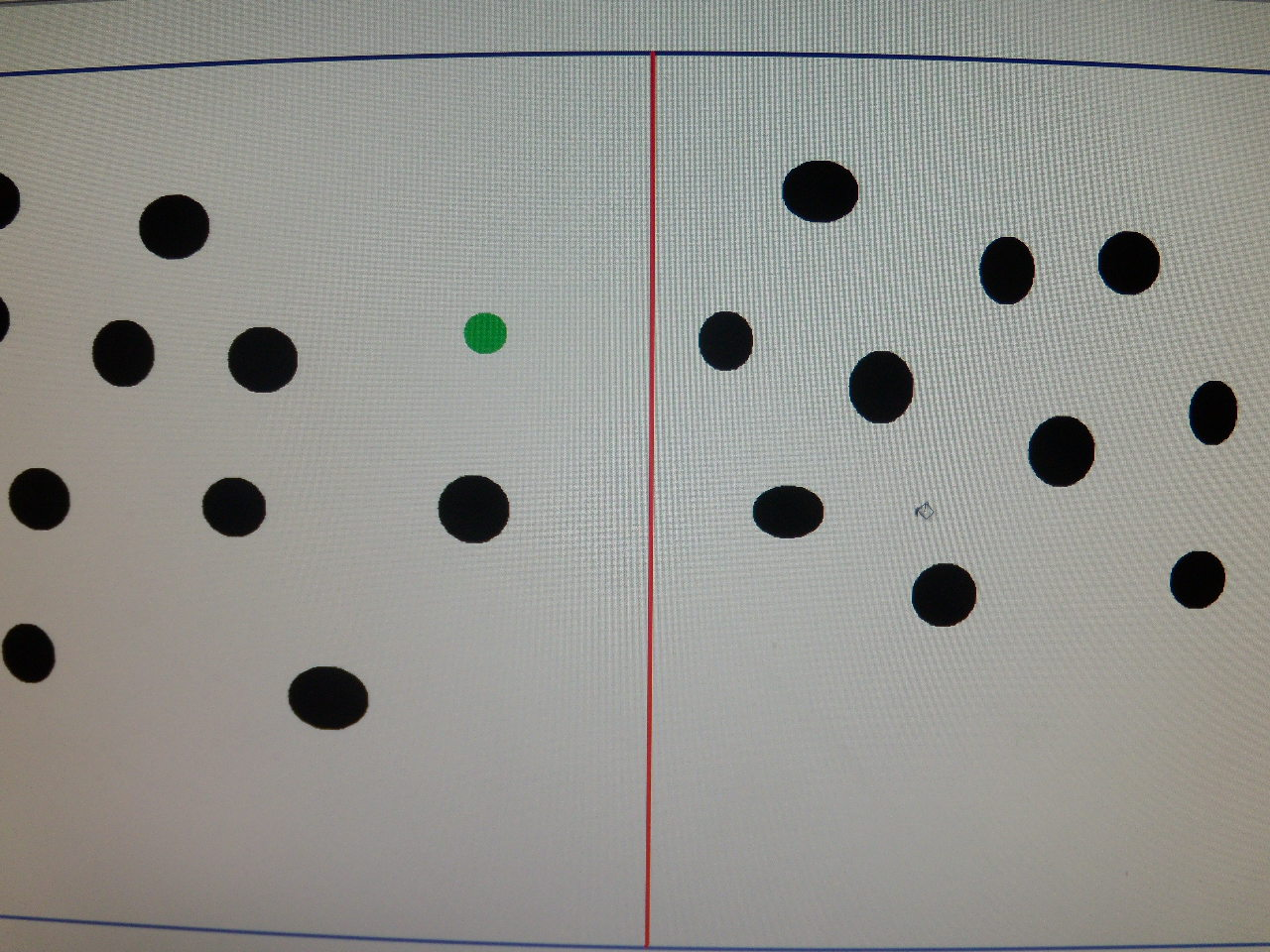
Einfaches Spielfeld bei Schnurball. Die schwarzen Kreise stellen Spieler, die rote Linie die Schnur und der grüne Kreis den Ball dar. Die blauen Linien markieren die Spielfeldgrenzen.

Die Spielidee besteht darin, einen Ball über eine Schnur so im gegnerischen Spielfeld zu platzieren, dass er von der anderen Partei nicht aufgefangen werden kann. Jeder so im gegnerischen Feld an den Boden gebrachte Ball zählt einen Punkt für die erfolgreiche Partei. Fällt der Ball (etwa aus Ungeschicklichkeit) im eigenen Feld zu Boden oder unter der Schnur durch, wird der Gegenpartei der Punkt zugerechnet.

## Herkunft
Das alte Bewegungsspiel „Ball über die Schnur“ hat sich aus den Straßenspielen entwickelt. Eine gesicherte zeitliche oder räumliche Herkunft ist aus den Quellen nicht erschließbar, wohl aber, dass Varianten des Spielgedanken bei zahlreichen Völkern zu finden sind.

## Spielfeld und Spielregeln
Für das einfache Schnurspiel gibt es keine festen Regeln. Diese werden von den Spielenden jeweils zu Spielbeginn ausgehandelt.
Die Spielfelder können je nach zur Verfügung stehender Räumlichkeit und Entscheidung der Spielenden verschiedene Formen bekommen und rechteckig, dreieckig, rund oder oval sein. Die Spielfeldabmessungen variieren nach dem Können, dem Alter und der Anzahl der Mitspieler. Bei Wettspielen müssen aus Vergleichsgründen alle Spielfelder dieselbe Größe und alle Parteien die gleiche Spielerzahl haben. 
Das Schnurballspiel lässt sich bereits mit zwei Spielern durchführen. Es ist in den von Warwitz / Rudolf dargestellten Varianten aber auch auf sechs Feldern mit bis zu dreißig Spielern, also einer ganzen Schulklasse oder Vereinsgruppe gleichzeitig, spielbar.
Der Ball muss vom jeweiligen Aufschlagpunkt oder Fangpunkt von dem nächststehenden Spieler zurückgespielt werden. Dies darf nicht im direkten Rückschlag geschehen.
Der Spielerfolg einer Partei ergibt sich aus der gewonnenen Punktezahl. Diese kann auf unterschiedliche Weise ermittelt werden, z. B.:
- Jeder in einem gegnerischen Feld auf den Boden gebrachte Ballwurf bringt der Werferpartei einen Punkt. Das Spiel gewonnen hat die Partei, die zuerst 15 Punkte erreicht. Es kann auch auf Zeit gespielt werden. So bestimmt etwa der Punktestand beim Schellenzeichen zur Unterrichtspause die Siegerpartei.
- Jeder gefangene Ball erbringt der Partei einen Punkt. Hierbei kann auch vereinbart werden, das Fangen durch ein schwächeres, kleineres oder behindertes Kind doppelt zu zählen.
- Ein nach Berührung fallen gelassener Ball bedeutet Punktabzug für die Partei.

## Spielvarianten
Die Spieldidaktiker Siegbert Warwitz und Anita Rudolf demonstrieren an dem Beispiel „Ball über die Schnur“, wie aus einer einfachen Spielidee durch kreative Veränderungen nahezu unbegrenzte didaktisch und pädagogisch wertvolle Spielvariationen entstehen können:
Sie zeigen, wie durch die Wahl des Balles die Geschwindigkeit der Spielzüge und damit die Schwierigkeit der Ballwechsel gesteigert oder gedrosselt werden kann, sodass alle Könnensgrade gefordert werden. Sie zeigen, wie durch eingebaute Handicaps für starke Spieler (Spielen im Sitzen oder Knien) leistungshomogene Parteien gebildet werden können. Sie zeigen, wie durch die Wahl des Spielgeräts (Medizinball, Handball, Tennisball etc.) unterschiedliche Trainingsziele erreicht oder (mittels Luftballon oder Weichball) auch mit kleinen Kindern und in Innenräumen gespielt werden kann. Sie zeigen, wie durch die Anordnung der Spielfelder in Gegenüberstellung, Winkelstellung, Kreuzstellung oder Kreisstellung von zwei bis zu dreißig Mitspieler beteiligt werden können. Das Spiel kann mit den Händen (Wurfball), mit den Füßen (Fußballtennis) oder mit Schlaggeräten (Federball) gespielt werden. Und sie zeigen schließlich, wie das Spiel methodisch bis zu den anspruchsvollen Sportspielen Volleyball, Faustball oder Tennis weiter entwickelt werden kann.
Durch die flexible Wahl des Spielgeräts, der Spieltechnik, der Spielfeldgröße, der Schnurhöhe, der Spielerzahl, der Ballzahl (maximal zwei oder drei) lassen sich nach Warwitz / Rudolf Anspruchsniveau und Zielvorgaben vielfältig variieren, was das "Ball-über-die-Schnur" zu einem für Sportunterricht und Freizeitveranstaltungen wertvollen, Kreativität und Spontaneität fordernden, hoch attraktiven Spiel macht, das überall gespielt werden kann.